# Episodi di Graves (prima stagione)
La prima stagione della serie televisiva Graves, composta da 10 episodi, è andata in onda negli Stati Uniti, sul network Epix dal 16 ottobre al 18 dicembre 2016. 
In Italia ciascun episodio è stato reso disponibile ogni lunedì, a 24 ore dalla messa in onda americana, sul servizio on demand TIMvision.
| nº | Titolo originale            | Titolo italiano              | Prima TV USA     | Pubblicazione Italia |
| -- | --------------------------- | ---------------------------- | ---------------- | -------------------- |
| 1  | Evil Good and Good Evil     | Il male buono e il buon male | 16 ottobre 2016  | 17 ottobre 2016      |
| 2  | You Started Everything      | Sei l'origine di tutto       | 23 ottobre 2016  | 24 ottobre 2016      |
| 3  | Nothing Can Come of Nothing | Dal nulla non viene nulla    | 30 ottobre 2016  | 31 ottobre 2016      |
| 4  | That Dare Not Speak         | Il matrimonio                | 6 novembre 2016  | 7 novembre 2016      |
| 5  | Liars in Winter             | Leoni d'inverno              | 13 novembre 2016 | 14 novembre 2016     |
| 6  | A Tincture of Madness       | Una sfumatura di follia      | 20 novembre 2016 | 21 novembre 2016     |
| 7  | Hunter or Savage            | Cacciatore o selvaggio       | 27 novembre 2016 | 28 novembre 2016     |
| 8  | TV is the Shepard           | La TV è il pastore           | 4 dicembre 2016  | 5 dicembre 2016      |
| 9  | Through a Glass Gravely     | Case di vetro                | 11 dicembre 2016 | 12 dicembre 2016     |
| 10 | Not Giants But Windmills    | Il discorso di Isaiah        | 18 dicembre 2016 | 19 dicembre 2016     |